# Epizeuxis borealis
Epizeuxis borealis là một loài bướm đêm trong họ Noctuidae.